# Pārk-e Shahr (park i Gilan)
Pārk-e Shahr (persiska: پارک شهر) är en park i Iran.   Den ligger i provinsen Gilan, i den nordvästra delen av landet, 240 km nordväst om huvudstaden Teheran. Pārk-e Shahr ligger 4 meter över havet.
Terrängen runt Pārk-e Shahr är platt, och sluttar norrut. Runt Pārk-e Shahr är det tätbefolkat, med 659 invånare per kvadratkilometer. Närmaste större samhälle är Rasht, 0,97 km norr om Pārk-e Shahr. Runt Pārk-e Shahr är det i huvudsak tätbebyggt.